# Molnos Lajos
Molnos Lajos,  álnevei: Korondi Lajos, Székely Lajos, Tamy Lajos (Budapest, 1941. december 1. –) magyar költő, újságíró, politikus.

## Életútja
Földműves családja falujában, Korondon nevelkedett, középiskolát Székelyudvarhelyen végzett (1960), a Babeș-Bolyai Egyetemen szerzett magyar nyelv és irodalom szakos tanári oklevelet (1966). Egyetemi társaival, Farkas Árpáddal, Király Lászlóval, Magyari Lajossal együtt lépett fel a Forrás-nemzedék második hullámában, három éven át a Gaál Gábor Irodalmi Kör elnöke.
Tanári pályáját a Bihar megyei Éradonyban kezdte (1966-68), Ottományban iskolaigazgató (1968-69), majd újságíró a Hargitánál Csíkszeredában; később Kolozsvárra kerülve az Igazság, majd az Utunk belső munkatársa.
Az 1989 decemberében a meginduló kolozsvári Szabadsághoz csatlakozott, s annak keretében a hetenként megjelenő RMDSZ-mellékletet, az Erdélyi Híradót szerkesztette és főszerkesztője lett az 1990-ben újjáinduló Unitárius Közlönynek. 1992-ben ifjúsági lapot indított Tini-koktél címen, s ő szerkesztette a Diákabrak c. ifjúsági magazint is. Az RMDSZ Kolozs megyei szervezetének elnöke (1993).

## Költői munkássága
Költőként már középiskolás korában jelentkezett a Pionírban (1956), majd az Ifjúmunkásnál (1959). Gyermekverseit a Napsugár, kritikáit, jegyzeteit és riportjait az Igazság, Dolgozó Nő, Előre közölte. A Vitorla-ének c. antológiában (1967) verseivel szerepelt. Költői magatartásformája sokszor bánatos, mélyről jövő keserűség fojtogatja. Megtalált ősz c. verseskötetének ismertetésében Márki Zoltán megállapítja, hogy "...az a táj, amelyet a legszeretőbb beszéddel idéz, amely folytonosan ott lebeg a szeme előtt: a gyermek- és ifjúkor vidéke, az álomba merült múlt, szépségekkel és buzdításokkal".

## Díjai, kitüntetései
- Magyar Arany Érdemkereszt (2021)

## Kötetei
- Csigahívogató (gyermekversek, Bukarest, 1967)
- Szoborfaragó (versek, Forrás, Bukarest, 1969)
- Hazatérések (versek, Bukarest. 1978)
- Udvaromban vén diófa (gyermekversek, Bukarest, 1979)
- Megtalált ősz (versek, Kolozsvár, 1981)
- A megérkezés (versek, Bukarest, 1986)
- Melyik nap a péntek? (karcolatok, elbeszélések, Bukarest, 1987)
- Akkor én, Alajos (gyermekversek, Bukarest, 1990)

## Szerkesztéseiből
- Pohárnyi fény : Un pahar cu lumina. Kolozsvár : Tinivár Könyvkiadó, 2005. (Magyar és román nyelvű antológia, 68 magyar és román költő verseit tartalmazza).